# 北仓镇
北仓镇，是中华人民共和国天津市北辰区下辖的一个乡镇级行政单位。
北仓成村于元代，至元十六年(1279)即建有包括"北仓"在内的直沽广通仓，后因设有浅铺而称引儿湾或尹儿湾，清雍正元年(1723)在此建库式北仓廒，地更以仓显。居者以撑船、捕渔、贩运、种地为生。
2020年7月，全国爱卫会命名北仓镇为2017-2019周期国家卫生乡镇。

## 行政区划
北仓镇下辖以下地区：
引河里第二社区、引河里第一社区、金凤里社区、盛仓社区、长瀛御龙湾社区、阳光卡蒂尔社区、天阳社区、讷河里社区、泽天下社区、富锦华庭社区、璟悦府社区、绿境华庭社区、御园社区、大运河府社区、北仓村、三义村、赵虎庄村、丁赵庄村、闫庄村、周庄村、李咀村、刘园村、桃花寺村、董新房村、王秦庄村、桃口村和屈店村。

## 知名人士
孙洪伊